# Scopula sybillaria
Scopula sybillaria är en fjärilsart som beskrevs av Swinh 1902. Scopula sybillaria ingår i släktet Scopula och familjen mätare. Inga underarter finns listade.